# Place du Théâtre Français, printemps
Place du Théâtre-Français, printemps  est un tableau du peintre impressionniste français Camille Pissarro réalisé en 1898. C'est la dernière toile d'une série de vues qu'il peint de la place et de l'avenue de l'Opéra depuis l'Hôtel du Louvre où il loge, à l'hiver et au printemps 1898. Le tableau est conservé au musée de l'Ermitage de Saint-Pétersbourg.

## Contexte
À partir de 1888, Pissarro souffre de plus en plus de problèmes oculaires. Comme le vent extérieur le gênait beaucoup, il est de plus en plus obligé de travailler à l'intérieur. Cela l'amène à peindre principalement des scènes qu'il observe à travers la fenêtre ouverte, lui permettant ainsi encore de respecter en partie le principe de toute sa vie : peindre « en plein air ». À partir du milieu des années 1890, il prend principalement pour thème la vie urbaine. De la même manière qu'il avait immortalisé auparavant les paysages de Pontoise et d'Éragny, désormais, il peint désormais des ponts, des places et des boulevards de Rouen, du Havre et surtout de Paris. En termes de style, il revient du néo-impressionnisme de cette période à un traitement du pinceau plus flexible, dans lequel il tente principalement de capturer les effets changeants de la lumière et du temps ainsi que la dynamique de la ville moderne.

## Description
Au cours de l'hiver et du printemps 1898, Pissarro peint diverses vues de la place du Théâtre-Français à Paris, aujourd'hui place André Malraux, depuis l'Hôtel du Louvre. Place du Théâtre-Français, printemps est la dernière œuvre de la série. Pissarro montre ici une scène printanière ensoleillée avec des gens montant et descendant d'un tramway tiré par des chevaux, des individus qui marchent ou sont tirés par une calèche sur la place en contrebas. Bien que les personnages soient dessinés à traits rapides, ils sont chacun représentés avec énergie comme des individus indépendants : chacun vit sa propre vie. Une femme est debout contre la rambarde du tramway de droite, un peu plus loin il y a des gens dans des wagons. Tout le monde est occupé, tout le monde bouge. Le point de vue élevé donne l’impression que le spectateur regarde la vie trépidante de la ville depuis la fenêtre de l’hôtel.
Le sujet et l'application de la peinture montrent que Pissarro est revenu à la manière impressionniste originale de peindre. Il augmente la tension de la scène grâce à une utilisation saisissante des couleurs complémentaires rouge, vert, jaune et bleu.

Autres versions
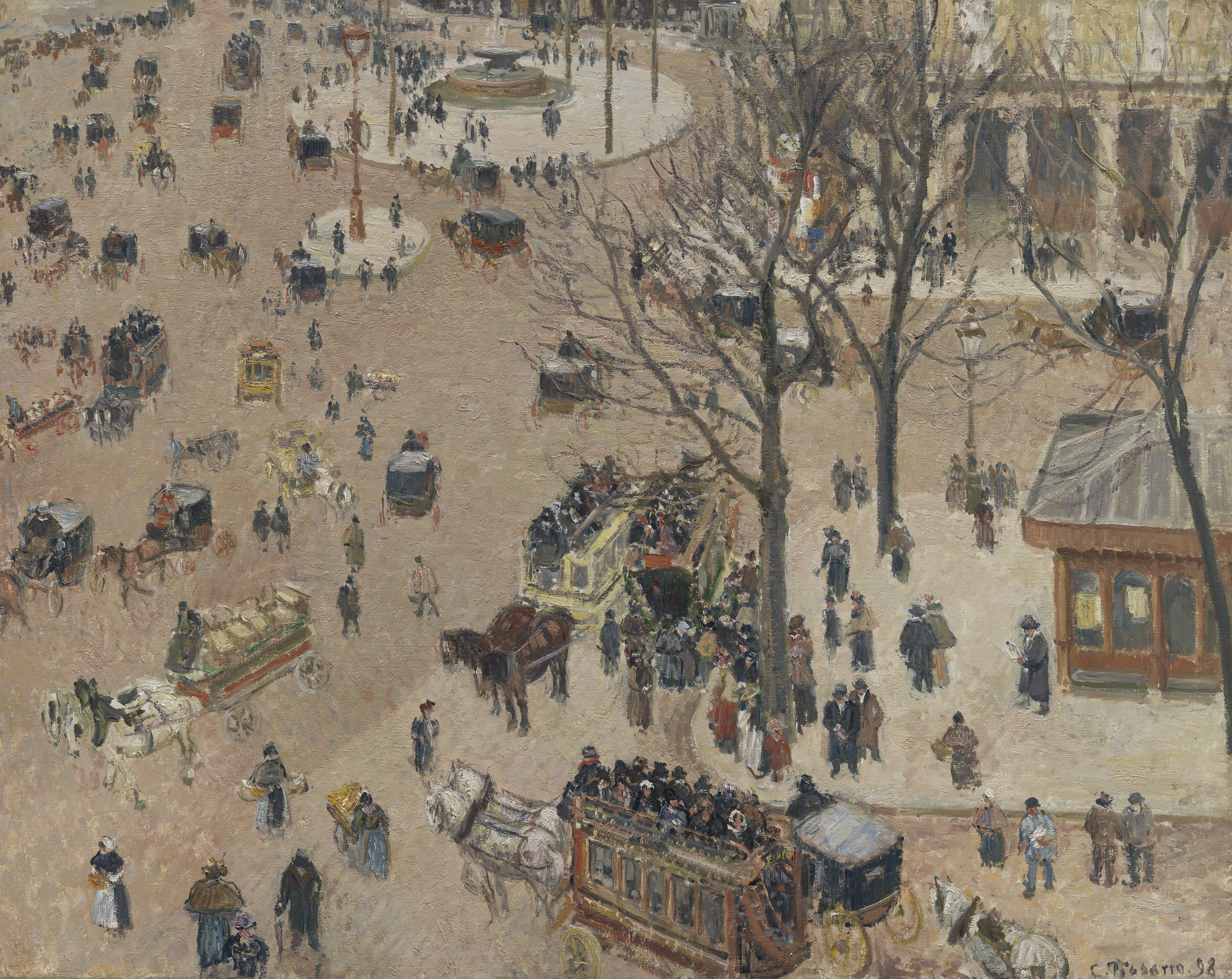
La Place du Théâtre Français.
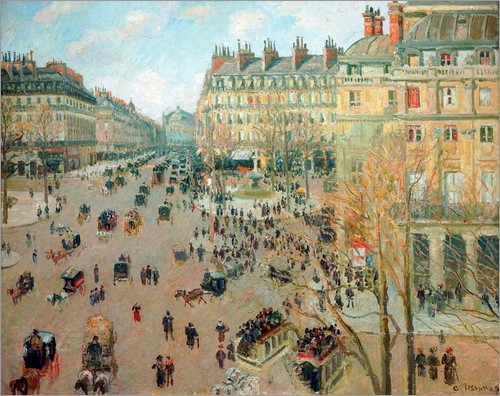
Place du Théâtre-Français, effet de soleil.
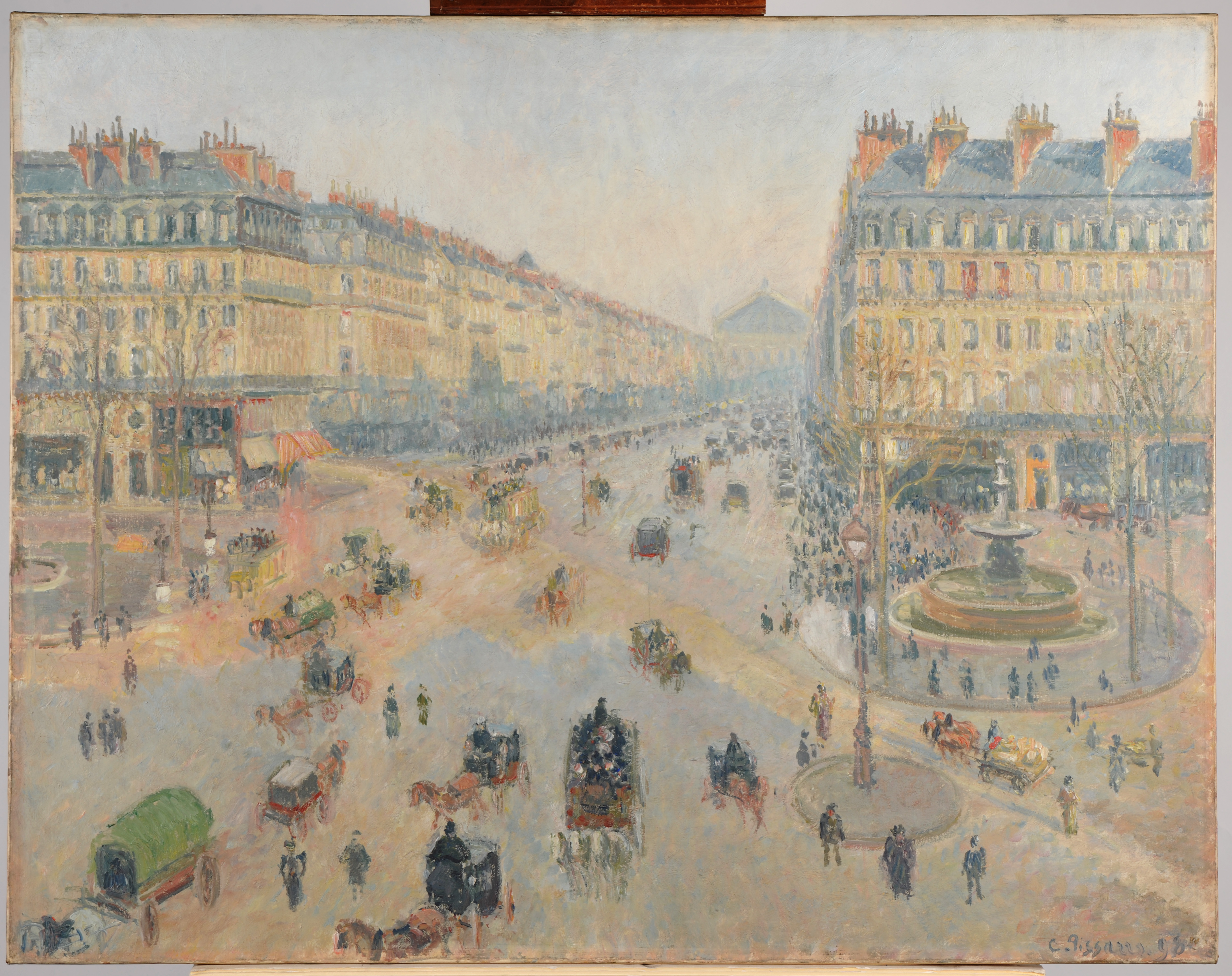
Place du Théâtre-Français, après-midi d'hiver.
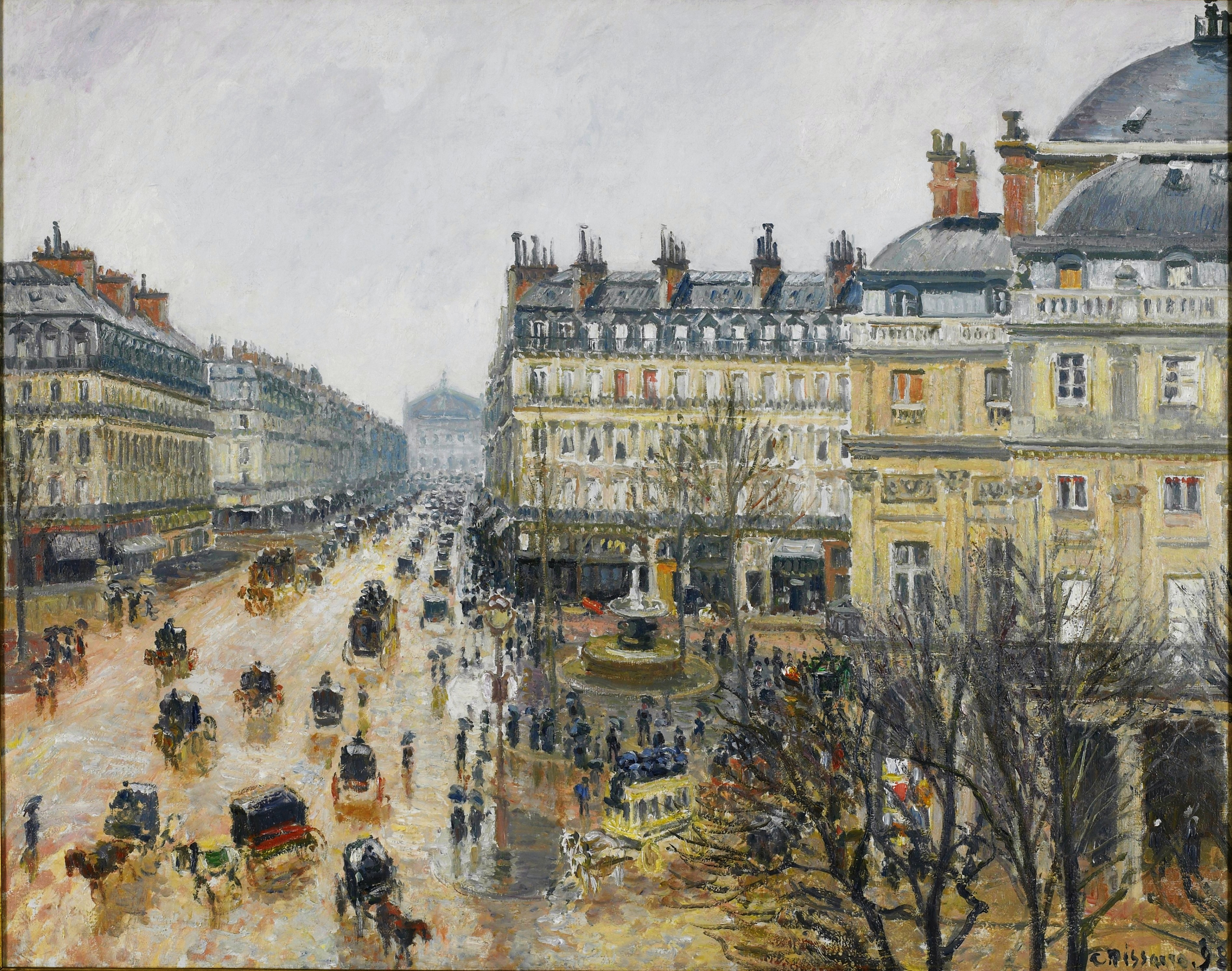
Place du Théâtre-Français, effet de pluie.
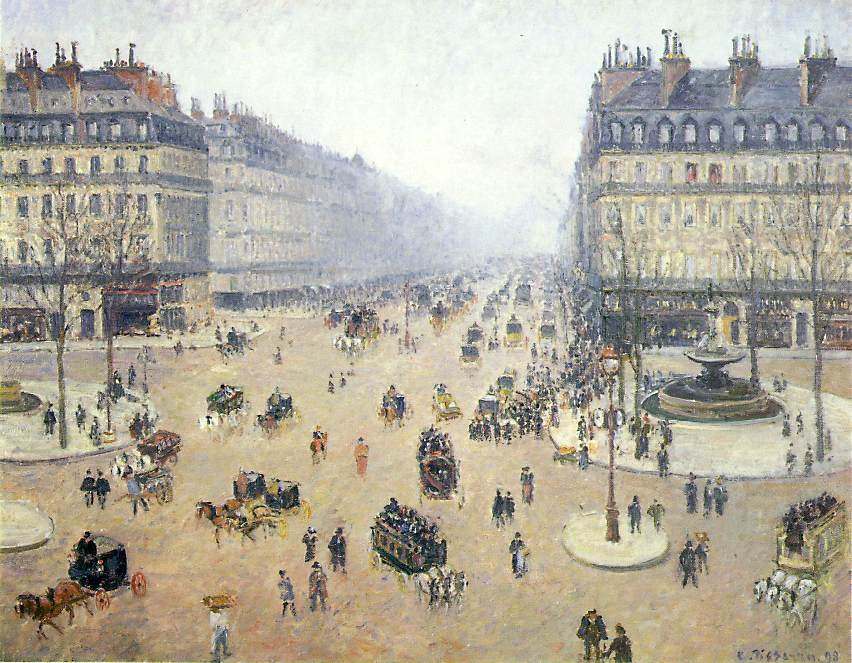
Place du Théâtre-Français, effet de brouillard.

## Littérature et sources
- Pierre H. Feist et coll. : Impressionnisme (compilation Ingo F. Walther), Taschen, Munich, 2010  (ISBN 9783836522908).
- Antonia Cunningham : Impressionnistes. Parangon, Bath, 2000  (ISBN 1-40541-323-9).